# 長田拓郎
長田 拓郎（おさだ たくろう、1989年7月6日 - ）は、日本の俳優・柔道家。
186cm、96kg。G-STAR.PRO所属。神奈川県出身。

## 来歴・人物
- 小学3年生から柔道を始め、桐蔭学園中学校・高等学校、桐蔭横浜大学卒業まで柔道に15年勤しむ[1][2][3]。大学3年時には全国体育系学生柔道体重別選手権大会（現、全日本学生柔道Winter Challenge Tournament)100kg超級で優勝。
- 大学卒業後、実業団や警察から柔道選手としてスカウトを受けるが、お笑い芸人を志し、ワタナベコメディスクールに16期生として入る[4]。
- 芸名、長田 プリンとして6年ほどお笑い芸人として活動。柔道のあるあるをDragon AshのGrateful Daysに乗せてラップをする柔道ラッパーといったネタをしていた。
- 2017年頃から芸名を本名の長田 拓郎とし、俳優として活動をスタートする。

## 出演

### 映画
- 俺物語!! （2015年10月31日公開、東宝） - 尾安化高校柔道部主将 岩山強 役
- 検察側の罪人（2018年8月24日公開、東宝） - 蒲田警察署警察官 役
- きまじめ楽隊のぼんやり戦争（2019年3月26日公開、ビターズ・エンド） - 砲兵 役
- ブレイブ -群青戦記-（2021年3月12日公開、東宝） - アメリカンフットボール部キャプテン 高橋鉄男 役
- 燃えよ剣（2021年10月15日公開、東宝/アスミック・エース） - 中津彦太郎 役
- 妖怪シェアハウス白馬の王子様じゃないん怪（2022年6月17日公開、東映） - ラガーマン太郎 役
- ヘルドッグス（2022年9月16日公開、東映/ソニー・ピクチャーズエンタテインメント） - バジ 役
- 有り、触れた、未来（2023年3月10日公開、Atemo） - セコンド 役
- 東京リベンジャーズ2 血のハロウィン編（ワーナーブラザース） - 東京卍會新参番隊副隊長 濵田忠臣 役　
  - 運命（2023年4月21日公開）
  - 決戦（2023年6月30日公開）

- OUT（2023年11月17日、KADOKAWA） - 下原孝二 役
- シティーハンター（2024年4月25日、Netflix） - 半グレ 役
- 新米記者トロッ子 私がやらねば誰がやる!（2024年8月9日公開、東映ビデオ/SPOTTED PRODUCTION） - 草間 役[5]
- 室井慎次 生き続ける者（2024年11月15日公開、東宝）
- サラリーマン金太郎 魅（2025年2月7日公開、ライツキューブ、ティ・ジョイ）

### ドラマ
- 相棒（テレビ朝日）
  - （2014年12月） - 刑事ドラマの容疑者 役
  - （2019年11月） - 森田佑真 役
- チャンネルはそのまま! 北海道テレビ放送開局 50 周年ドラマ（2019年3月） - 編成部新人局員 北上隼人役
- ショートプログラム（2022年3月）「ゆく春」- 北山春樹 役
- ドロップ（2023年6月、WOWOW） - 狛江西中番長 テル/石川照美 役
- だが、情熱はある スピンオフドラマ~だが、平常である~（2023年6月、Hulu） - 柔道部顧問 役
- 特捜9 season7 第5話（2024年5月1日、テレビ朝日） - 須野原浩平（フィットネスクラブ会員） 役
- トクメイ！警視庁特別会計係 第10話（2023年、カンテレ/CX）

### CM
- アフラック「アフラックのしっかり頼れる介護保険 父との距離篇」（2022年）
- Panasonic Group「おうち時間をもっと自由に幸せに」（2022年）
- 楽天kobo「トクショって何？」(2023年）
- オプテージ「e王」（2023年）
- イオン トップバリュ50周年「さあ、ワクワクするほうへ！」（2024年）

### 舞台
- PSYCHO-PASS サイコパス Virtue and Vice 2 （2020年11月~12月） - NND幹部 賽龍児 役
- 魁!!男塾（2022年10月） - 雷電 役
- 明治座新春純烈公演（2025年1月7日 - 28日、明治座）
- 純烈 御園座初座長公演（2025年11月14日 - 11月23日、御園座）

### MV
- 星野源「生命体」
- YONA YONA WEEKENDERS「寿司と酒」

### バラエティ
- 名アシスト有吉 「IKKOのDOKI DOKIクッキング」（Netflix）

### その他
- NJKF（ニュージャパンキックボクシング連盟）公式リポーター（2024年）